# 紀伊国坂 (港区)

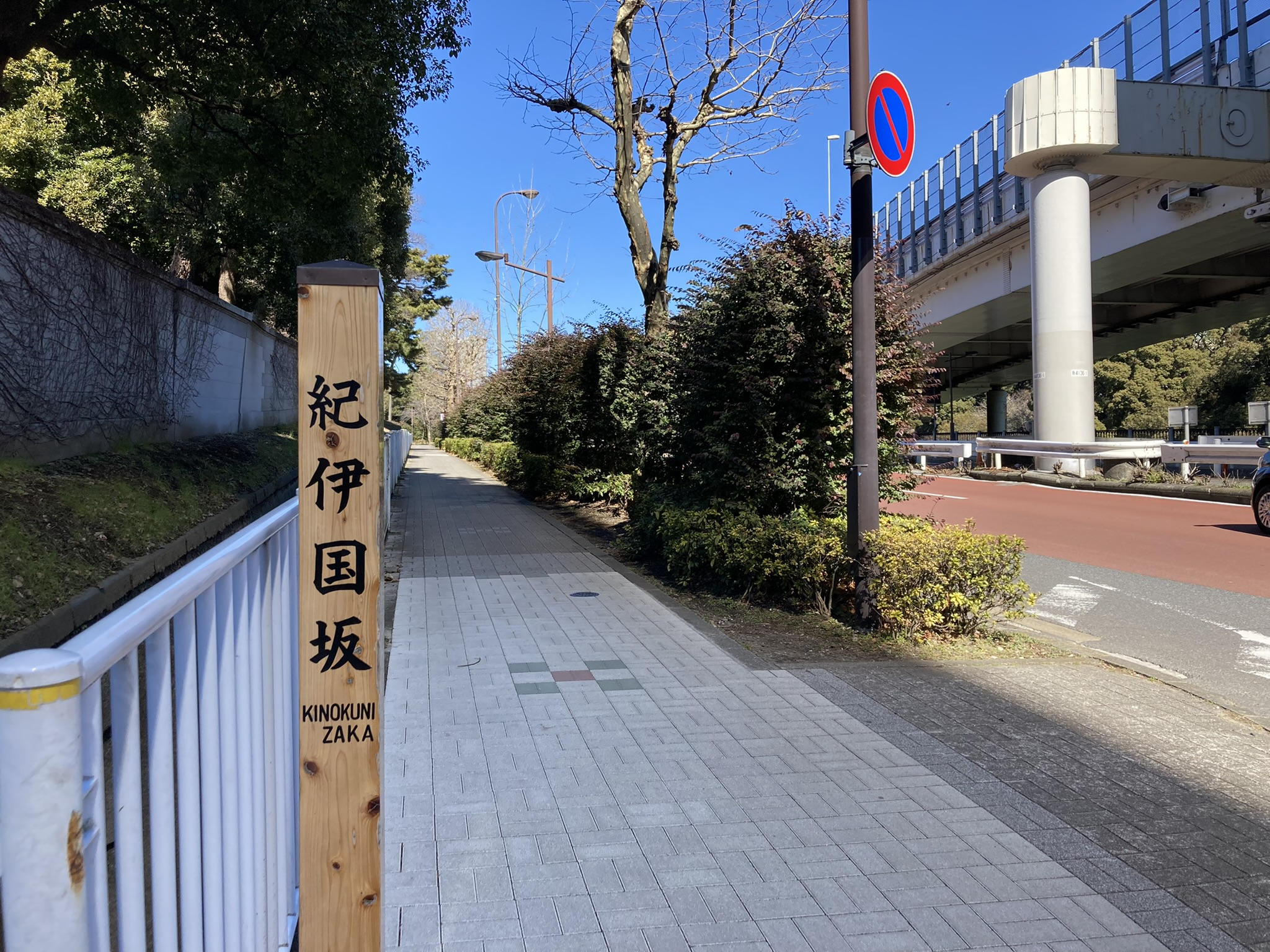
紀伊国坂（港区、元赤坂）

紀伊国坂（きのくにざか、紀国坂、紀之国坂、紀ノ国坂とも表記）は、東京都港区元赤坂1丁目から、旧赤坂離宮の外囲堀端を喰違見附まで上る坂である。赤坂（あかさか）、茜坂（あかねざか）などとも呼ばれる。

## 概要
外堀通りの赤坂見附交差点から新宿通り（国道20号）四谷（四谷見附）方面に上る坂。

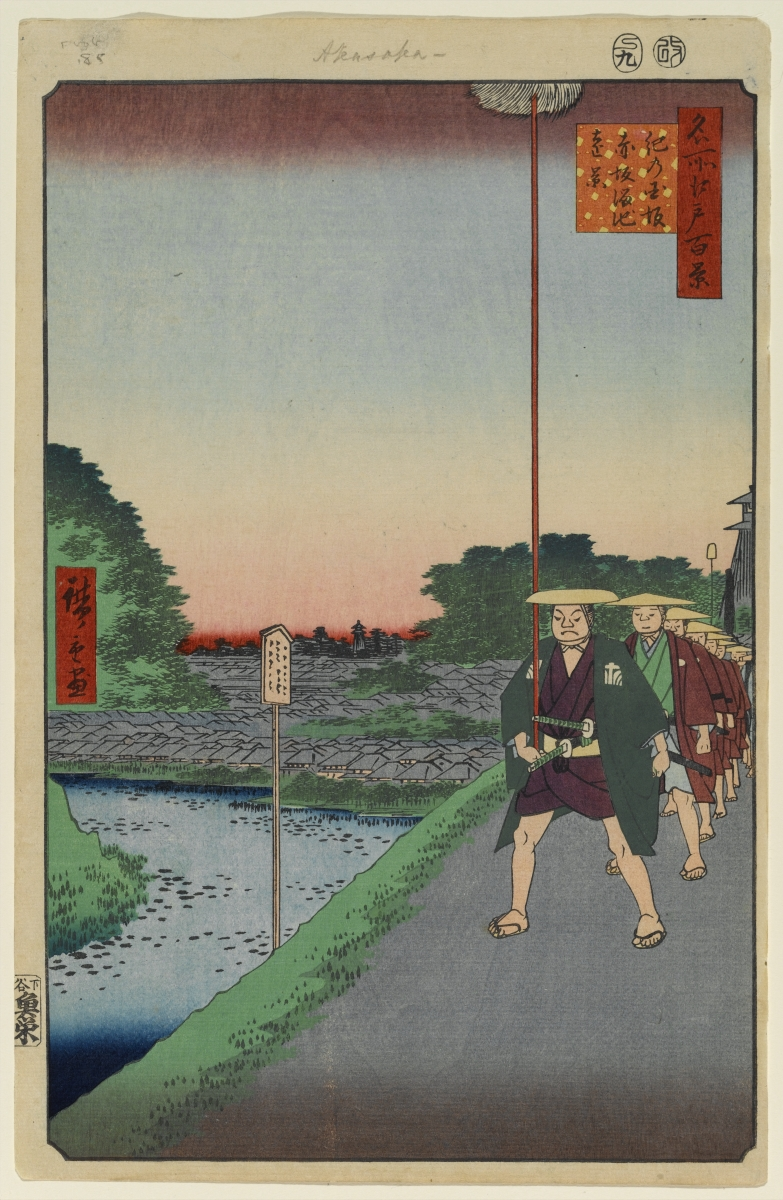
歌川広重

坂の名は、江戸時代に坂の西側に紀州藩上屋敷があったことから名付けられた。別名の赤坂・茜坂は、茜草が生える赤根山（迎賓館付近の高台）に登る坂であることから名付けられた。付近の赤坂という地名の由来になっている。
旧赤坂離宮（迎賓館）の逆側、新宿区若葉1丁目と港区元赤坂2丁目との境界、学習院初等科の前までを北に上る坂「鮫河橋（さめがはし）坂」にも「紀伊国坂」の別名がある。また、千代田区竹平町（代官町）の竹橋から北詰橋のほうに上る坂にも「紀伊国坂」の名が付いている。

## 周辺
- 坂の東側にある堀は、弁慶堀と呼ばれる江戸城外堀の一つ。掘割工事を請負った弁慶小左衛門の名に由来する。坂下には、1989年（平成元年）完成の、堀を渡る弁慶橋がある。堀の対岸は、彦根藩井伊家の屋敷跡地で、現在ホテルニューオータニが建っている。
- 坂の西側は、かつて紀州藩上屋敷が存在したが、現在は赤坂御用地、迎賓館になっている。
- 坂の途中にある紀之国坂交差点を東に行くと、食違見附、紀尾井坂に続く。
- 坂の東側を首都高速4号新宿線の高架が走る。同線は、紀之国坂交差点の手前で地下に潜り、赤坂トンネルになる。
- 首都高速4号新宿線との接続地点は、通常、装飾のある門柱に挟まれた門扉で閉鎖されている。2019年（令和元年）11月10日、今上天皇・皇后の車列が、赤坂御所から「祝賀御列の儀」の始点となる皇居へ移動する際、ここを通過して首都高速に入り、代官町出口に向かった。

## 紀伊国坂を舞台にした作品
- 「むじな」小泉八雲著「怪談」の一話。